# Jinping, Gansu
Jinping (kinesiska: 锦屏) är en köping i nordvästra Kina. Den ligger i Chongxin härad i staden Pingliang i provinsen Gansu, omkring 300 kilometer öster om provinshuvudstaden Lanzhou. 